# 荒川車庫前停留場
荒川車庫前停留場（あらかわしゃこまえていりゅうじょう）は、東京都荒川区西尾久にある東京都交通局都電荒川線（東京さくらトラム）の停留場である。駅番号はSA 13。
東京都電車の荒川車庫付近に位置する。荒川区最西端かつ最北端の停車場。

## 歴史
- 1913年（大正2年）4月1日：王子電気軌道三ノ輪（現・三ノ輪橋） - 飛鳥山下（現・梶原）間開業時に船方車庫前停留場として開業。
- 1942年（昭和17年）2月1日：王子電気軌道の東京市への事業譲渡により、東京市電（現・東京都電車）荒川線の停留場となる。この頃荒川車庫前停留場に改称。

## 停留場構造
相対式ホーム3面2線を有する地上駅。三ノ輪橋方面ゆきは降車専用ホームと乗車専用ホームとに分かれ（終着となる電車を除き2回停車）、その間に車庫への入庫線・出庫線がある。降車専用ホームの目の前が荒川電車営業所で、乗務員はここで交代する。
| 乗車ホーム                | 路線                            | 方向 | 行先                     |
| ------------------------- | ------------------------------- | ---- | ------------------------ |
| 北側 （梶原寄り）         | 都電荒川線 （東京さくらトラム） | 上り | 早稲田方面からの降車専用 |
| 北側 （荒川遊園地前寄り） | 都電荒川線 （東京さくらトラム） | 上り | 三ノ輪橋方面             |
| 南側                      | 都電荒川線 （東京さくらトラム） | 下り | 早稲田方面               |

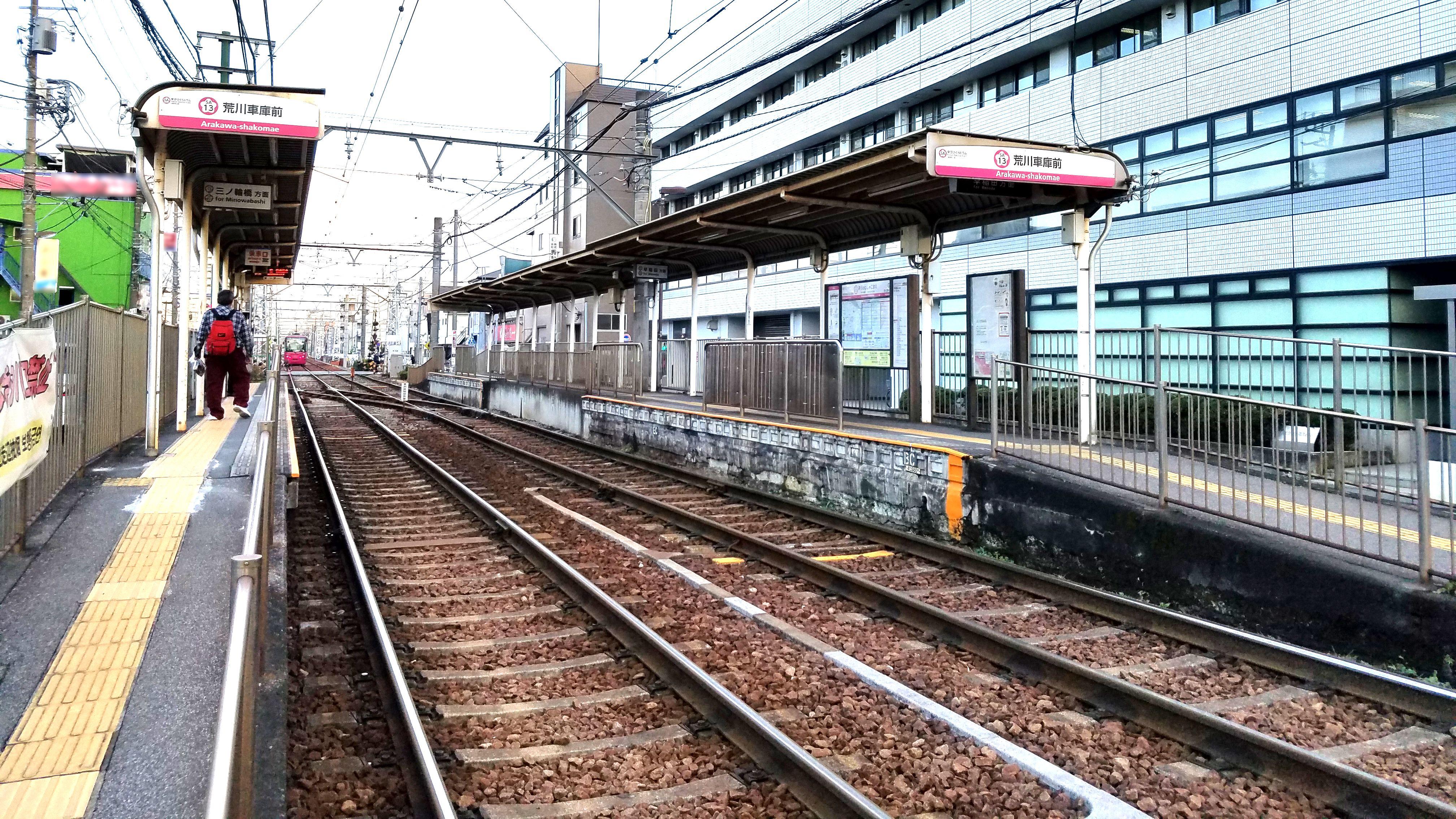
早稲田方面ホーム（右）と三ノ輪橋方面乗車専用ホーム（2021年2月）
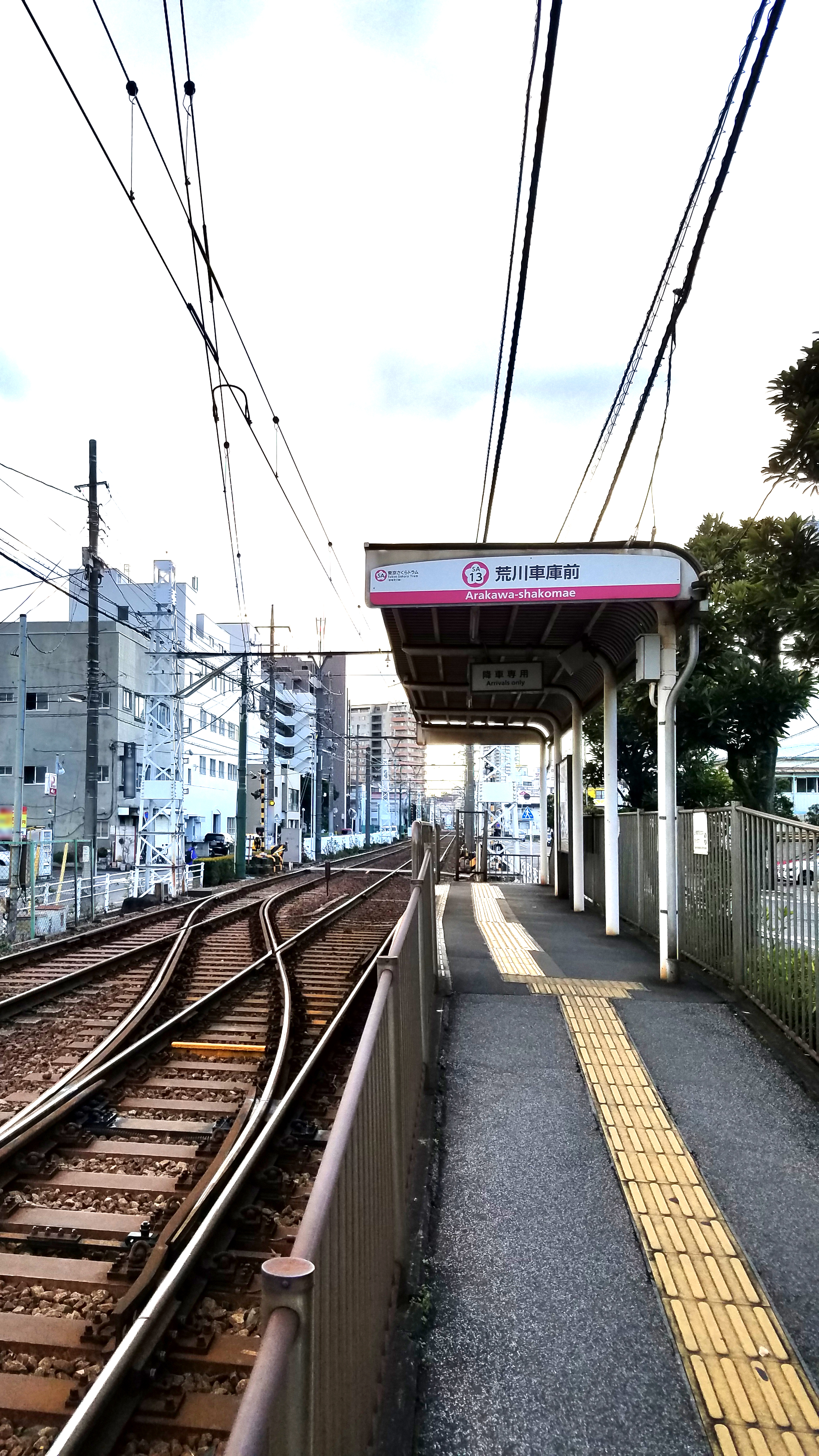
三ノ輪橋方面降車専用ホーム（2021年2月）
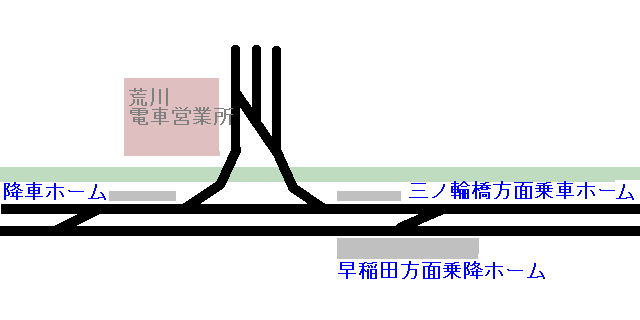
荒川車庫前停留場と荒川電車営業所の位置関係

## 停留場周辺
- 東京都交通局荒川電車営業所
  - 都電荒川車庫
    - 都電おもいで広場 - 5500形電車と7500形電車を展示。土休日の10:00-16:00に開放される。
- 日本アンテナ本社
- 隅田川
- JR東日本尾久駅
- JR東日本尾久車両センター・田端運転所
- 日本ばし大増本店
- 北区立昭和町図書館
- 北区立滝野川第五小学校
- コモディイイダ西尾久店

## 隣の停留場
東京都交通局
 都電荒川線（東京さくらトラム）
荒川遊園地前停留場 (SA 12) - 荒川車庫前停留場 (SA 13) - 梶原停留場 (SA 14)